# Edwin Cannan
Edwin Cannan (Funchal, 3 febbraio 1861 – Bournemouth, 8 aprile 1935) è stato un economista inglese.

## Biografia
Professore alla London School of Economics dal 1895 al 1926, Edwin Cannan fu un economista e storico del pensiero economico inglese. A lui si deve la definizione della scienza economica come studio di ciò che concerne il benessere materiale dell'uomo.

## Opere

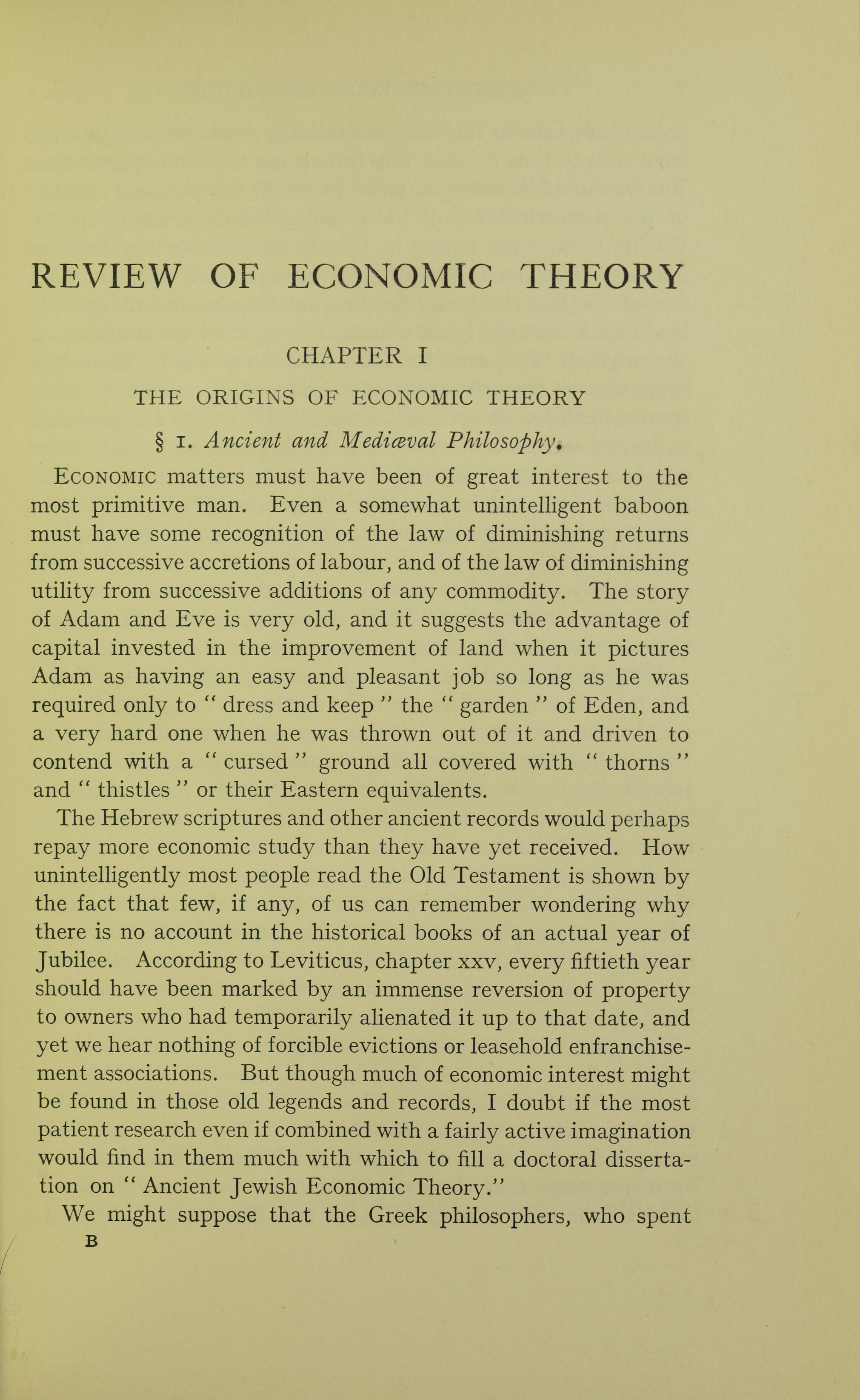
Review of economic theory, 1929

- 1893 - Storia delle teorie della produzione e della distribuzione dal 1776 al 1848

### In lingua originale
- (EN) Edwin Cannan, History of the theories of production and distribution in English political economy from 1776 to 1848, London, King & Son, 1920. URL consultato il 23 giugno 2015.

- (EN) Edwin Cannan, Wealth, London, King & Son, 1922. URL consultato il 23 giugno 2015.

- (EN) Edwin Cannan, Economist's protest, London, King & Son, 1927. URL consultato il 23 giugno 2015.

- (EN) Edwin Cannan, Review of economic theory, London, King & Son, 1929. URL consultato il 23 giugno 2015.